# Uruguay ai Giochi della XIX Olimpiade
L'Uruguay partecipò ai Giochi della XIX Olimpiade che si sono svolti a Città del Messico dal 12 al 27 ottobre 1968, con una delegazione di 27 atleti impegnati in 8 discipline: atletica leggera, canottaggio, ciclismo, nuoto, pugilato, scherma, sollevamento pesi e tiro. Fu la decima partecipazione di questo paese ai Giochi. Non fu conquistata nessuna medaglia.